# パダン・ブサール駅 (マレーシア)
パダン・ブサール駅（パダン・ブサールえき、マレー語:Stesen Keretapi Padang Besar）はマレーシアのプルリス州パダン・ブサールにある、マレー鉄道の駅。

## 概要
パダン・ブサール駅は、人口はおよそ24万人が暮らすマレーシアの最も小さな州プルリス州にありマレー鉄道ケダ線に属している。当駅は国境線上に設置されているわけではなく、国境線より300 m 程のマレーシア領内にある。また、当駅ではマレーシアからタイ側へ向かう鉄道利用旅行者及び、タイ側からマレーシアへ向かう鉄道利用旅行者の出入国手続きをこの駅1か所で行うことができる。駅舎内にはタイ・マレーシア両国の出入国審査場が設置され、出国手続きを終えた後に同じ建屋内の入国審査場へ移動して手続きを行う。過去には当駅を途中駅とする国際列車が運行されており、旅行者が乗車してきた列車は遅れていても乗客全員の出入国審査が終わるまで待機していた。この間にディーゼル機関車をそれぞれの国のものに交換され（例外もある）、列車内の検査が実施された（麻薬犬を使用する場合もある）。客車の交換は行わず、乗車してきた車両に再び乗車した。またマレーシアとタイを結ぶ国際鉄道貨物輸送もあり、両国間を結ぶ国際貨物列車は全て当駅を経由して運行される。
マレーシア側から当駅までの複線化、電化工事が完了し、それに合わせ新駅舎が2013年1月に完成した。新駅舎では改札及びマレーシア、タイ両国の発券売り場も2階へ変更となった。このためマレーシア側からタイ国鉄線へ乗り換える際にはタイ国鉄線の乗車券類を購入後1階へ向かい出入国検査を行う必要がある。出入国審査を終えたらプラットフォームに出るが、プラットフォームにはマレーシア側出国審査とタイ側入国審査の間に冊が設けてある。乗客全員が入国手続きを終えるまで列車は出発はせず、定刻より1時間以上遅れて出発することもある。
2019年現在、当駅を途中駅とする定期旅客列車は運行されておらず、全ての定期旅客列車が当駅始発、もしくは当駅終着となっている。マレーシア側からは当駅とバターワース駅を結ぶ短距離電車列車「コミューター」及び当駅とクアラルンプール方面を結ぶ長距離電車列車「ETS」が、タイ側からはタイ車両を使用し、バンコク・フワランポーン駅と当駅とを結ぶ第45寝台特急列車（パダン・ブサール行）・第46寝台特急列車（バンコク行）及びハートヤイ駅と当駅を結ぶ短距離列車（1日2往復）が乗り入れている。
なお、タイ領内の国境近くにも同名の「パダン・ブサール駅」が存在する（駅名板には「Padang Besar Station(Thai)」と記載され、マレーシアのパダン・ブサール駅とは区別されている）。しかし、当駅とは違って小規模な駅であり、出入国管理の機能は持っていない。鉄道でタイ・マレーシア国境を越える際は、全ての出入国手続きをマレーシアのパダン・ブサール駅で行う。

### 過去に運行されていた国際列車

#### タイ方面行き
- バターワース駅 - フワランポーン駅（バンコク）（乗車距離1159.19 km）: 第36寝台特急列車（タイ車両使用）
- KLセントラル駅 - ハートヤイ駅（タイ）（乗車距離580.06 km）: 第20寝台特急列車（マレーシア車両使用）

#### マレーシア方面行き
- クルンテープ駅（バンコク） - バターワース駅（乗車距離1159.19 km）: 第35寝台特急列車（タイ車両使用）
- ハートヤイ駅（タイ） - KLセントラル駅（乗車距離580.06 km）: 第21寝台特急列車（マレーシア車両使用）

## 歴史
マレー鉄道ケダ線が北に向かい延伸工事を進めていき、複数回の延伸開業の後1918年3月1日 に当駅まで到達しその完成をみた。開業後4ヶ月程は終着駅であったが、1918年7月1日 にタイ側からの工事が当駅で接続された事により、中間駅（国境駅）となった。タイとの接続は、西海岸線（ケダ線）の方が東海岸線より先に完了した。
- 1915年10月4日 【開業】 アロー・スター駅 - グルン駅 (35.7km)
- 1917年10月15日 【開業】 ブキッ・クトリ駅 - アロー・スター駅 (48.6km)
- 1918年3月1日 【開業】 パダン・ブサール駅 - ブキッ・クトリ駅 (19.0km)
- 1918年7月1日 【開業】 ハートヤイ駅（タイ） - パダン・ブサール駅 (45.26km)

## 駅構造
単式と島式の複合型ホーム2面3線をもつ地上駅であり、駅舎はホームに面している。プラットホームはマレー鉄道規格の高床式となっており、タイ車両に乗降する際は出入口のステップを乗り越える必要がある。南東側に貨物駅が併設されている。また、ホームに面してタイ・マレーシア両国の出入国審査場とタイ国鉄のオフィスがある。

## 駅周辺
駅舎側には小さなロータリーがあるのみで目立った施設はなく、駅裏側にパダン・ブサールの市街地が広がる。
- ケンタッキーフライドチキン
- パダン・ウェアマート - 東口から直線距離で500m程の所にある市場。

## 隣の駅
マレー鉄道
ケダ線
KTM ETS
パダン・ブサール駅 - アラウ駅
 2  KTMコミューター バターワース-パダン・ブサール線
パダン・ブサール駅 - ブキッ・クトリ駅
タイ国鉄
南本線
パダン・ブサール駅 (タイ) - パダン・ブサール駅